# Iniciativa GIGA
Giga es un programa conjunto lanzado en 2019 por dos organismos de las Naciones Unidas, UNICEF y la Unión Internacional de Telecomunicaciones, el cual tiene como objetivo conectar a Internet a todas las escuelas del mundo y brindar oportunidades a estudiantes de acceso al conocimiento. Giga trabaja identificado escuelas y haciendo mapas del acceso a Internet en las mismas en tiempo real.

## Antecedentes
El objetivo 4 de desarrollo sostenible, educación de calidad, está directamente relacionado con otros objetivos tales como el acceso equitativo a oportunidades y la reducción de la pobreza. Para esto, es vital contar con información confiable sobre la localización de las escuelas para proveer educación de calidad y promover el aprendizaje continuo.  Sin embargo, esta información en muchos países es inexistente o está incompleta. La iniciativa Giga surgió para ayudar a crear este mapa de escuelas y su conectividad con el fin de ayudar a los gobiernos y organizaciones internacionales a obtener información para la toma de decisiones que ayuden a reducir la brecha digital y el acceso a la información en la educación.

## Áreas de trabajo
Giga trabaja en tres áreas principales:
- Mapeo de escuelas: trabajo con inteligencia artificial para mapear escuelas.

- Infraestructura: trabajo para acelerar la creación de infraestructura crítica para disminuir la brecha digital.
- Procesos: una vez se ha mapeado la conectividad de las escuelas y la infraestructura se ha financiado, Giga poya a los gobiernos en el diseño de marcos regulatorios y procesos de adquisiciones competitivos necesarios para mantener a las escuelas en línea.

## Alcance
Más de 1,100,000 escuelas mapeadas en 53 países están disponibles en la plataforma de Giga.

## Aliados
Ericcson es uno de los aliados de la iniciativa Giga. Proporcionó financiación y puso a disposición especialistas en ciencia de datos para ayudar a registrar el acceso a internet en escuelas de siete países, a través de técnicas de Inteligencia artificial para mapear escuelas automáticamente a partir de imágenes satelitales.
IHS Towers anunció en enero de 2022 una alianza de tres años con la iniciativa Giga que incluye una contribución de 4.5 millones de dólares.